# ب العابدي (الرجم)

تعديل مصدري - تعديل

ب العابدي هي إحدى قرى عزلة بني البدي بمديرية الرجم التابعة لمحافظة المحويت، بلغ تعداد سكانها 251 نسمة حسب تعداد اليمن لعام 2004.